# Postulato di Khazzoom-Brookes
Negli anni ottanta, gli economisti Daniel Khazzoom e, indipendentemente, Leonard Brookes propongono delle idee su comportamento e consumo energetico, sostenendo che una maggiore efficienza provoca paradossalmente un incremento di energia consumata.
Nel 1992, l'economista statunitense Harry Saunders designò questa ipotesi "postulato di Khazzoom-Brookes", e ha dimostrato che esso risulta verificato nel modello neoclassico della crescita economica in una vasta gamma di situazioni.